# Östergötlands runinskrifter 65
Östergötlands runinskrifter 65 är en numera försvunnen runsten som har stått vid  Bjälbo kyrka i Bjälbo socken och Mjölby kommun, Östergötland. Två andra runinskrifter, Ög 64 och Ög 66, finns kvar vid kyrkan idag.

## Inskriften
Stenens skrift har tolkats som:— lät hugga minnesvården efter (Rag)nhild sin hustru. G(ud hjälpe hennes själ!